# Chřadnutí a prosychání borovic

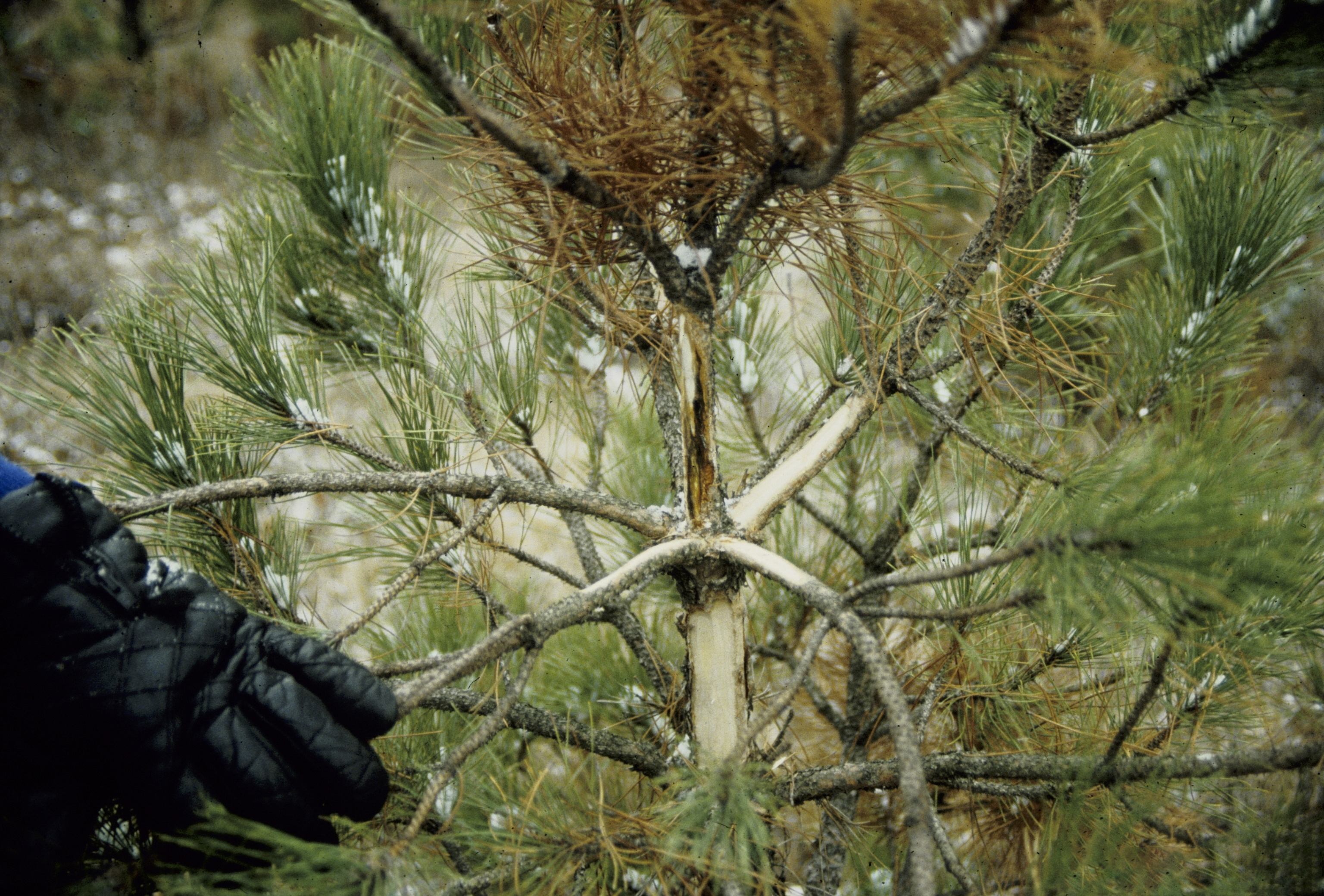
Sphaeropsis sapinea.

Chřadnutí a prosychání borovic je choroba borovic způsobovaná houbou Sphaeropsis sapinea (synonymum Diplodia pinea). Chorobou jsou napadány především oslabené dřeviny, ale patogen zároveň přežívá i jako saprofyt. Plodnice houby jsou nejčastěji zjišťovány na koncových větvičkách, na bázích jehlic a zvláště hojně na šiškách. Typické pro tuto houbu je poškození a následné odumření pupenů, provázené výrony pryskyřice na borce větviček i kmenů. Vyskytuje se nejen na borovicích, ale také na dalších jehličnanech. 

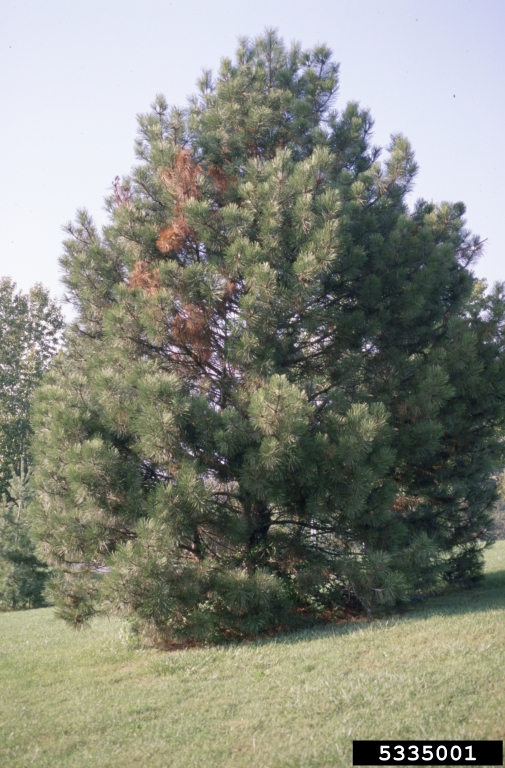
Chřadnutí a prosychání na borovici.

Vývoj choroby mohou vyvolat abiotické stresy, a to zejména sucho, které se na našem území projevuje hlavně v předjaří nebo projevy mrazu, zvláště náhlé střídání silných mrazů a následných oblev koncem zimy. Takto zavadlá, či jiným způsobem poškozená pletiva usnadňují kolonizaci houbovými patogeny a hmyzími škůdci. Chřadnutí a prosychání borovic bývá provázeno i napadením rostliny řadou hmyzích škůdců, které mohou napomáhat pronikání patogenu Sphaeropsis sapinea do pletiv a zároveň mohou být jeho přenašeči.  Je prokázáno, že pravděpodobnost výskytů choroby zvyšuje také poškození kroupami.

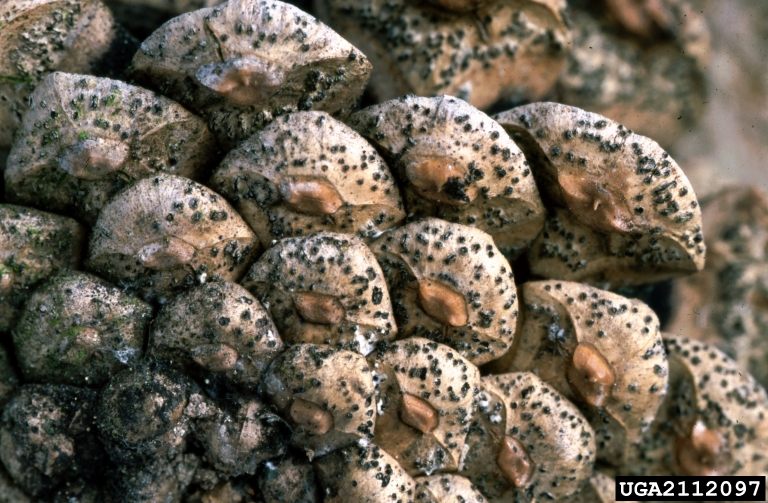
Patogen na šišce.

## Synonyma

### Synonyma patogenního organismu

#### Synonyma vědeckých jmen
Seznam podle biolib.cz.
- Botryodiplodia pinea (Desm.) Petr. 1922
- Diplodia conigena Desm. 1846
- Diplodia pinastri Grove 1916
- Diplodia pinea (Desm.) J. Kickx f. 1867
- Diplodia sapinea (Fr.) Fuckel 1870
- Granulodiplodia pinea (Desm.) Zambett. 1955
- Granulodiplodia sapinea (Fr.) M. Morelet & Lanier 1973
- Macrophoma pinea (Desm.) Petr. & Syd. 1926
- Macrophoma sapinea (Fr.) Petr. 1962
- Phoma pinastri Lév. 1846
- Sphaeria pinea Desm. 1842
- Sphaeria sapinea Fr. 1823
- Sphaeropsis ellisii Sacc. 1884
- Sphaeropsis ellisii var. ellisii Sacc. 1884
- Sphaeropsis pinastri (Lév.) Sacc. 1884

### Synonyma choroby
- prosychání koncových výhonů borovic

## Hostitel
Mezi hlavní hostitelské dřeviny patří všechny druhy borovic. Patogen se vyskytuje na více než 35 druzích rodu borovice. Na území České republiky je výskyt zaznamenán nejvíce na okrasných výsadbách borovice černé (Pinus nigra) všech věkových tříd. Choroba v ČR napadá i další druhy borovic:
- borovice těžká (Pinus ponderosa)
- borovice Jeffreyova (Pinus jeffreyi)
- borovice Heldreichova (Pinus heldreichii)
- borovice bělokorá (Pinus leucodermis)
- borovice osinatá (Pinus aristata)

(Seznam podle informací Státní rostlinolékařské správy.)

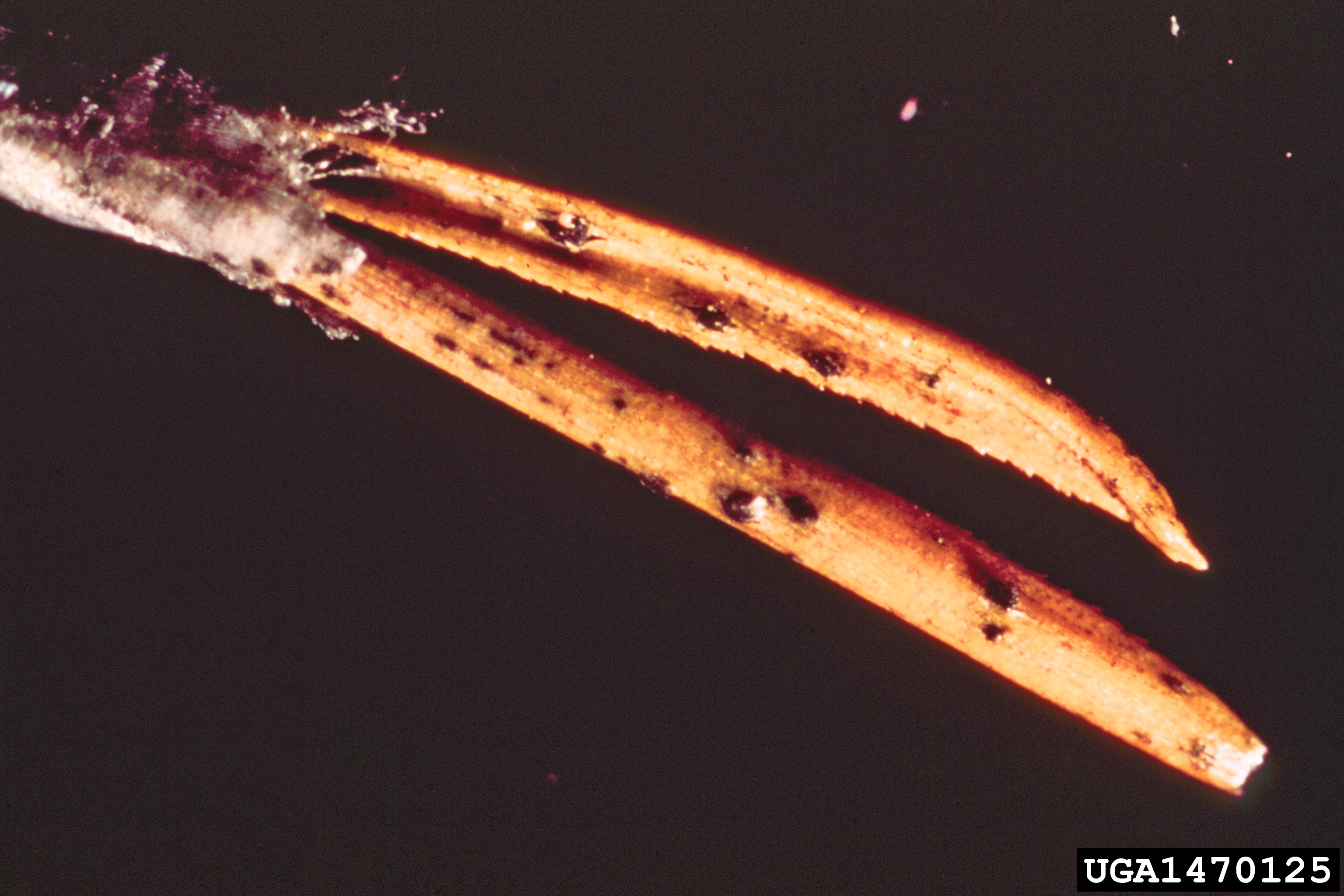
Pyknidy na jehlicích.

Lesní ochranná služba uvádí, že se napadení chorobou daří nalézat i na borovici lesní a že v roce 2010 (na jihozápadní Moravě) zaznamenali její patogenní výskyt i ve výsadbách smrku ztepilého. Odbor životního prostředí Úřadu městské části Praha 11 zjistil chřadnutí borovic černých (Pinus nigra) ve veřejné zeleni na Jižním Městě a podezření bylo pozitivně ověřeno Státní rostlinolékařskou správou.
Mimo ČR patogen napadá nejvíce
- borovice těžká (Pinus ponderosa)
- borovice černá (Pinus nigra)
- borovice lesní (Pinus sylvestris)
- borovice kleč (Pinus mugo)
- borovice smolná (Pinus resinosa)

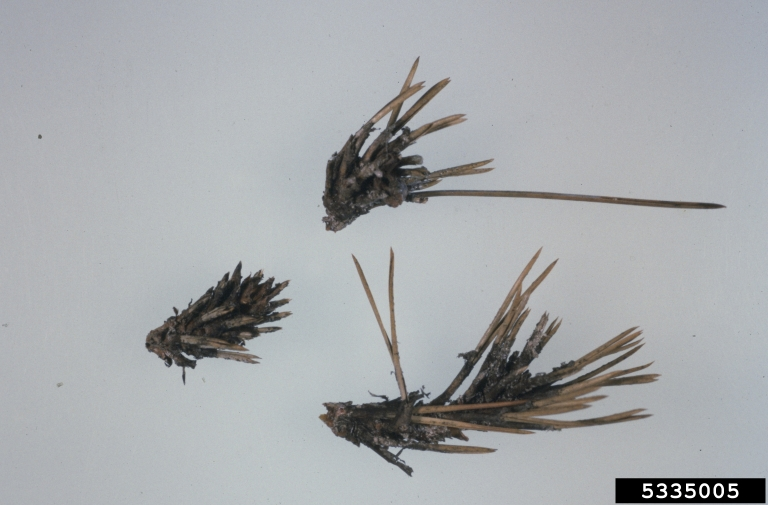
Zakrnělé a zasychající výhonky.

Mimo rod borovice napadá patogen i rod jedle (Abies spp.), modřín (Larix spp.), smrk (Picea spp.), douglaska (Pseudotsuga spp.), cypřišek Lawsonův (Chamaecyparis lawsoniana), cypřiš (Cupressus spp.), cedr himálajský (Cedrus deodora), Araucaria cunninghamii a zerav východní (Thuja orientalis).
(Seznam podle informací Státní rostlinolékařské správy.)

## Výskyt
Sphaeropsis sapinea je významný houbový patogen s prakticky celosvětovým rozšířením. Patogen se vyskytuje v mírných, subtropických a tropických oblastech celého světa a je oportunistickým patogenem (příležitostně vyvolává onemocnění, jen za určitých okolností) se širokou škálou hostitelů mezi jehličnany. Výskyty jsou hlášeny z některých států Asie, Afriky, Austrálie a jižního Pacifiku, Severní a Jižní Ameriky. Z evropských států je výskyt patogenu hlášen z Belgie, České republiky, Francie, Itálie, Maďarska, Německa, Nizozemska, Portugalska, Rakouska, Rumunska, Řecka, Slovenska, Slovinska, Španělska, Švédska, Velké Británie.

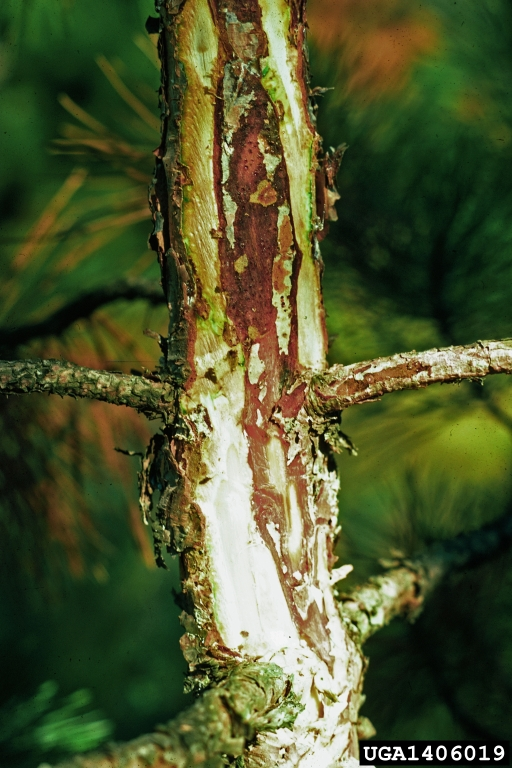
Rány způsobené chorobou na větvích a kmeni.

### Výskyt v Česku
Vlivem příznivých klimatických podmínek se patogen Sphaeropsis sapinea rozšířil prakticky na celé území České republiky. Projevy chřadnutí a prosychání borovic lze nalézt v lesních a okrasných školkách, parcích, na dřevinách veřejné zeleně, zahradách apod.

## Způsob šíření
Náchylné druhy jsou zdrojem velkého množství infekčních spor. Patogen velmi snadno sporuluje na infikovaném pletivu a dřevních částech. Spory jsou rozptylovány deštěm, kapkami vody, vzdušnými proudy, hmyzem, zvířaty, ale také osivem. Velkou roli v šíření patogenu má člověk, jehož činností (přenosem osiva, školkařského materiálu, dřeva atd.) může být patogen přenesen na velké vzdálenosti. 

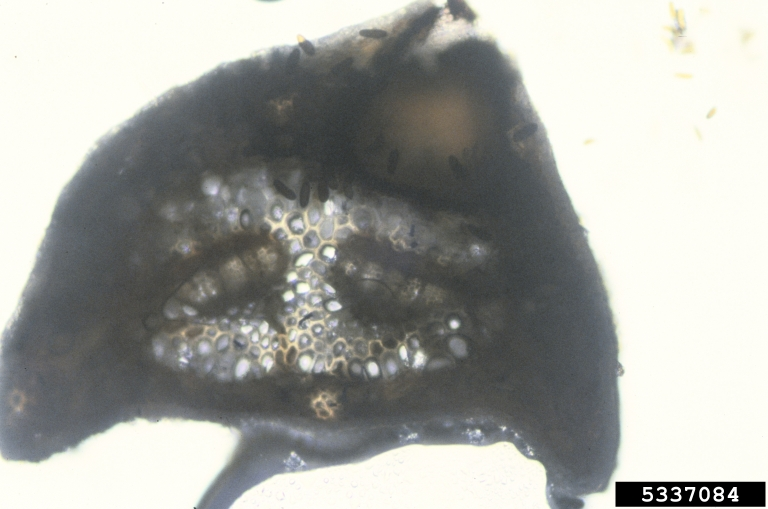
Plodící pyknida na Pinus nigra 'Arnold'.

Názor, že hmyz má význam jako přenašeč choroby a startovací faktor choroby podporuje studie na borovicových plantážích v Itálii. Borovice Pinus nigra, která zde byla z velké části použita v programu zalesňování v průběhu posledních desetiletí, nedávno utrpěla velké škody vlivem chřadnutí a prosychání borovic. Procento šišek infikovaných houbou se pohyboval 17-62%. Infikované šištice byly pozorovány na stromech kde chyběly jiné příznaky onemocnění, stejně jako na těch, vykazujících příznaky. Možná souvislost chřadnutí a prosychání borovic s parazity šišek rodu Gastrodes, kteří se vyskytují ve zralých a otevřených šiškách borovic, byla prošetřena. Hmyz byl nalezen až u 67% šišek. Výsledky ukázaly, že přítomnost S. sapinea a G. grossipes v borových šišek souvisela, proto lze předpokládat úlohu hmyzu v šíření choroby. S podobnými výsledky byl podobný výzkum proveden ve Wisconsinu (USA) s výsledkem, že patogen v hmyzem napadených výhonech může dlouhodobě skrytě přežívat aniž by vyvolal chorobu. 

## Symptomy
Patogen způsobuje poškození na různých částech stromu ve všech vývojových stadiích. Je přenosný osivem, z čehož vyplývají hniloby semen, redukce klíčení, zahnívání nově vznikajících kořínků a padání mladých semenáčků. Na starších semenáčcích vyvolává hniloby kořenového krčku a mladých letorostů. Poškození odrostků a dospělých stromů zahrnuje odumírání letorostů, větví a tvorbu nekróz na čerstvě napadených výhonech.
První příznaky jsou viditelné po několika dnech:
- Jehlice hnědnou a čerstvé výhonky nekrotizují.
- Pryskyřice prostupuje zamořené výhony.
- Jehlice a výhony zakrňují.
- Hnědnutí, zakrnění a kroucení mladých výhonů[7]

Jedna strana stromu nebo spodní část koruny může být první postiženou oblastí. Během vlhkého jara, může každá větev mít hnědé vrcholy. Hnědé zbarvení začíná na základně jehlic a roste směrem ke špičce. Jehlice uhynou v době, kdy jsou v jedné polovině až třech čtvrtinách normální délky. Na infikovaných sazenicích letošní jehličí žloutne, pak hnědne, a nakonec je popelavě šedé. Někdy se jehlice zvlňují a kroutí. Infekce způsobuje, že letorosty uhynou (vyrůstají nové). Rány s pryskyřicí se mohou objevit na kmenech pod nejmladšími větvemi. Pryskyřice z infikovaných oblastí může způsobit že mrtvé jehličí neopadá. Velké pryskyřičné rány se mohou objevit na starších větvích. Poškození mrazem jsou běžné během infekce.
Nejčastějšími příznaky je poškození letorostů, resp. výhonů a typickým projevem napadení je odumírání terminálního pupene, jeho následné prosmolení a pozastavení růstu jehlic v době jejich rašení. Ostatní jehlice pod terminálem zůstávají v prvním roce napadení zelené, v dalších letech ale také odumírají. Při časné infekci může dojít k odumření ne zcela narašeného výhonu, při pozdější infekci výhon stihne ještě dorůst, ale následně zasychá. Infikované jehlice hnědnou a přestávají se prodlužovat. V místě infekce se na větvičce tvoří zpočátku malá, vodou prosáklá léze, která se zbarvuje do vínově hnědé a nekrotizuje. 
Houba zamezuje přísunu vody a živin do terminálních partií. Dochází k rozvoji nekrózy na mladých větvičkách s hladkou kůrou, dřevní část se zbarvuje do zelena až hněda a je prosáklá pryskyřicí. V tomto místě je dobře viditelné místo přechodu mezi nemocným a zdravým pletivem. Při odumření terminálního pupenu dochází k narašení vedlejších pupenů. Po několikaleté infekci stromy odumírají. Patogen může být také příčinou modrání dřeva v pokácených kmenech.

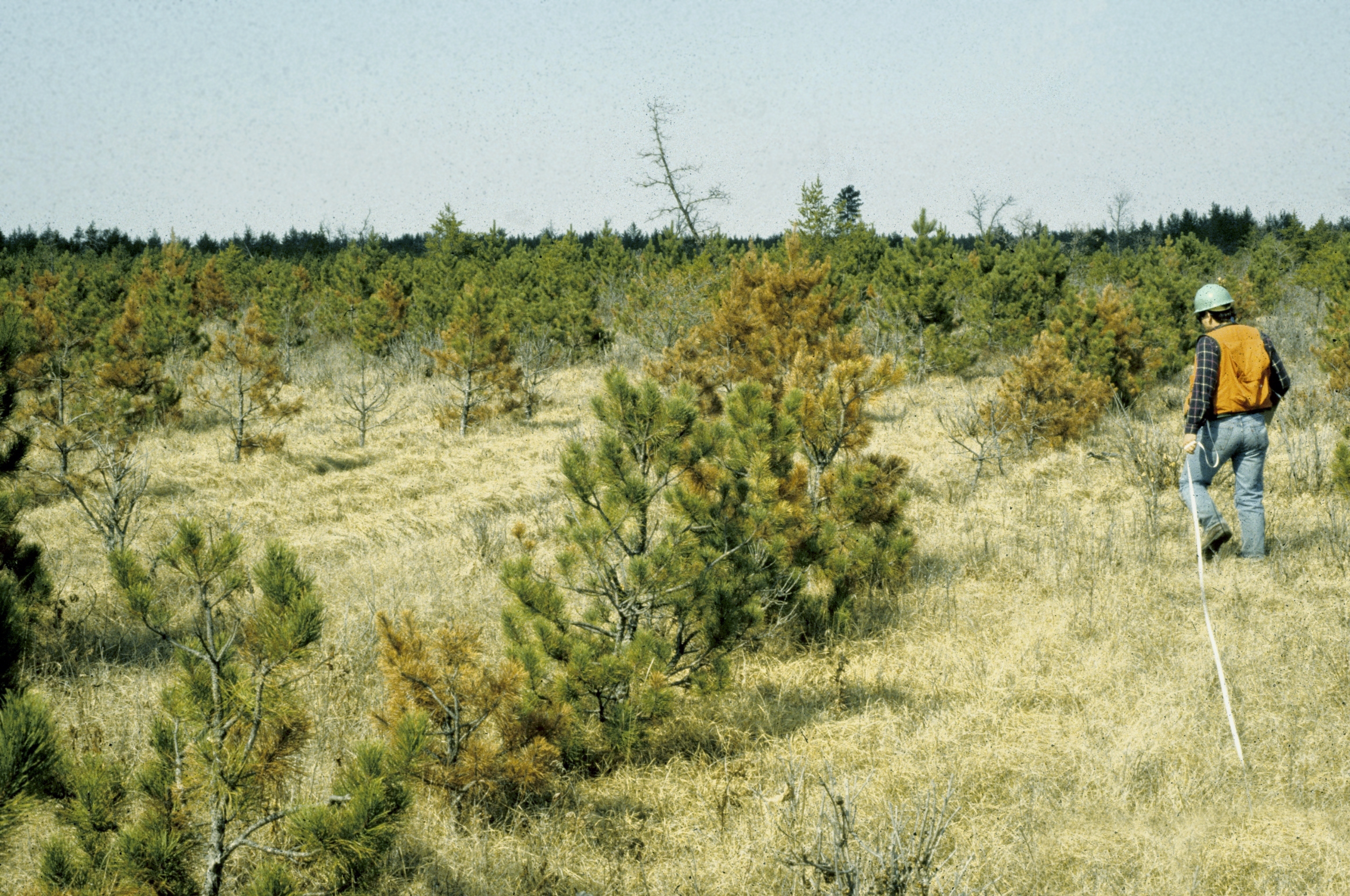
Poškozená výsadba Pinus resinosa 'Soland'

### Možnosti záměny
Podobné příznaky na borovicích způsobují v České republice i další houbové patogeny např. Ascocalyx abietina (Lagerb.), Cenangium ferruginosum Fr., Sirococcus strobilinus Preuss atd. Dále mohou být příznaky zaměněny s poškozením způsobeným abiotickými faktory např. zasolení půdy, mráz, nedostatky některých prvků.

## Morfologie

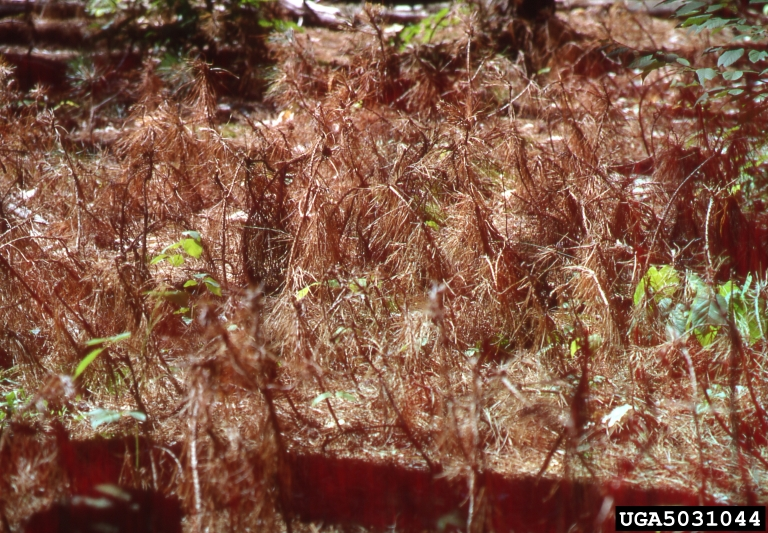
Masivní úhyn v okrasné školce u Pinus resinosa 'Soland'.

Pyknidy S. sapinea o průměru kolem 200 μm se vytvářejí na infikovaných jehlicích, letorostech, větvích, kmenech a šiškách. Jsou černé barvy, kulovité, oddělené nebo ve skupinách, zpočátku ponořené do pokožky hostitele, později prorážejí na povrch krátkým zobáčkem, který vyčnívá z povrchu pletiva hostitele. Konidie jsou nejprve bezbarvé, později tmavohnědé, válcovité, obvykle jednobuněčné, dospělé mohou být dvoubuněčné. Rozměry jsou 30–45 x 10–15 μm. Stěna konidií je hladká nebo jamkovitá, záleží na morfotypu. Během vlhkého počasí se konidie nacházejí v hnědé mase okolo průduchů. V pyknidách se mohou také vytvářet bezbarvé mikrokonidie nebo spermatia (1,0–2,5 μm). Pohlavní stadium (teleomorfa) není známá. Detekce a identifikace. Orientační určení je možná již na základě vnějších symptomů a přítomnosti plodných orgánů – pyknid na odumřelých pletivech jehlic, větviček a šišek. Pokud nejsou přítomny plodničky je možné části rostlin vložit do vlhké komůrky, kde jsou vhodné podmínky pro jejich vytvoření. 
Detailní identifikace se provádí sledováním morfologických charakteristik při světelné mikroskopii. Pro identifikaci patogenu se dále používají kultivační testy na živných médiích. Patogen může být izolován přímo z infikovaných pletiv anebo ze semen kultivací na standardních médiích (PDA, MEA). Inkubuje se ve tmě nebo na světle při pokojové teplotě 20–25 °C. Kultura roste rychle. Zpočátku má bílou barvu, později kultura tmavne, je nadýchaná, tmavě šedá až šedá nebo šedozelená. Charakteristiky kultury se mohou měnit podle použitého média nebo růstem kultury v odlišných podmínkách prostředí. Patogen v kultuře špatně sporuluje. Pro vyvolání sporulace ke spolehlivé identifikaci se položí sterilní borová jehlice přes aktivně rostoucí kulturu a inkubuje se na světle. Pyknidy s konidiemi jsou obvykle produkovány zhruba za 1 týden. 

## Biologie
Patogen je na hostitelské rostlině přítomný po celý rok. Přezimuje ve formě konidií v pyknidách nebo ve formě mycelia na infikovaném hostitelském materiálu – výhonech, jehlicích, kůře nebo šiškách. Nejvíce pyknid s dozrálými konidiemi nalézáme na jaře, kdy se za příznivých podmínek pro vznik infekce (vlhko a teplo) začínají uvolňovat konidie, ale setkáme se s nimi i po celý zbytek roku na napadených borových šiškách nebo na letorostech. Konidie jsou schopny vyklíčit během několika hodin při teplotě 12– 36 °C. Vlhká perioda po dobu 12 hodin je dostačující pro klíčení a infekci. Patogen se nejrychleji vyvíjí při teplotě 28 °C. Nejvíce náchylné k infekci jsou výhony zhruba do dvou týdnů od začátku rašení, jakmile se začnou vyvíjet a otevírat pupeny. Infekce proniká do hostitelské rostliny přes průduchy na vyvíjejících se jehlicích nebo přímo přes mladé letorosty.
Náchylnost vyvíjejícího se výhonu se snižuje zhruba uprostřed června. První symptomy poškození jsou viditelné již po velmi krátké době po infekci, nezřídka po několika málo dnech či týdnech. Odumření vrcholků může být viditelné již tři týdny po infekci. Přítomnost kapiček pryskyřice je obvykle první známkou infekce nových výhonů. Pyknidy prorazí pokožku jehlice v období pozdního léta. Studie ukazují, že v některých případech může houba zůstat v latentní fázi a symptomy se projeví až za vhodných podmínek pro rozvoj onemocnění. Po uvolnění konidií od brzkého jara do pozdního podzimu se může infekce vyvíjet rozsáhle v šiškách, ale zároveň i ve starších pletivech na větvích a kmenech v místech poranění, např. kroupami, hmyzem nebo po řezu.

## Význam
Vážnost onemocnění se zvyšuje na stromech, které jsou oslabené (nedostatek vody a živin, konkurenceschopnost). Roli zde hraje i druhová citlivost hostitele. Choroba nejvíce ohrožuje stromy od 30 let věku. Mladé stromy jsou sice k infekci odolnější, ale jen pokud rostou ve vhodných podmínkách. 
Vodní stres a poškození, jako významný spouštěcí faktor choroby prokázaly výzkumy prováděné v Lesothu a JAR na náhodně vybraných pozemcích s 12letou Pinus radiata (W.J.Swart a M.J.Wingfield). Na rostlinách s dobrými vlhkostními podmínkami bez období deficitu vody a poškození byl výskyt choroby 7%, v porostu vystaveném nedostatku vody 66%, a v porostu poničeném kroupami 51%. 

## Ochrana rostlin

### Prevence
Mezi preventivní opatření k zamezení šíření patogenu se řadí důsledný zdravotní výběr a udržování porostní hygieny včasným smýcením a zpracováním borových souší, ale také stromů, které jsou proschlé více než z poloviny, protože zde již není příliš pravděpodobná regenerace ani v případě příznivého průběhu počasí a doplnění zásob spodní vody. Do preventivních opatření můžeme také zařadit urychlené zpracování dřeva, které je žádoucí, jak z ekonomických důvodů, tak k likvidaci nových zdrojů infekce. K vylepšování stávajících porostů, anebo zakládání nových není vhodné používat náchylné hostitelské druhy.  Někteří autoři mezi preventivní opatření řadí kromě vyvážené výživy a závlahy i zamezení monokulturních výsadeb.

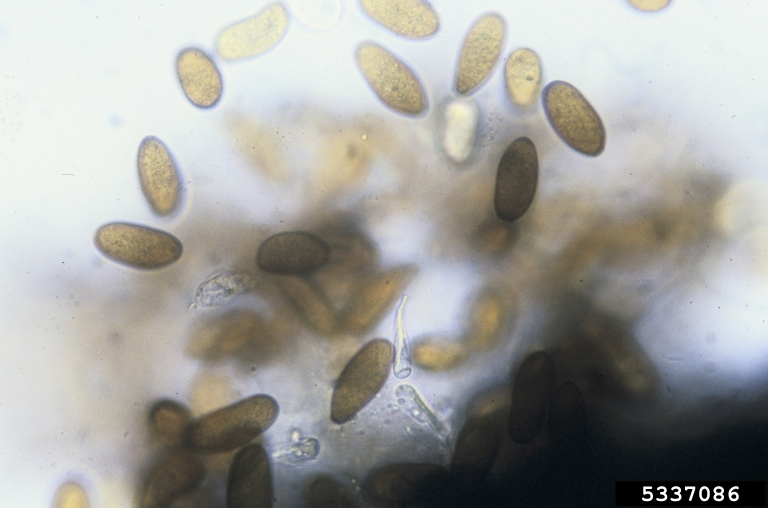
Výtrusy Sphaeropsis sapinea.

### Opatření při výskytu
Stromy v okrasných výsadbách vykazující symptomy mohou být prořezány, což vede k redukci šíření infekce. Ke snížení náchylnosti hostitelských dřevin k patogenu vede také zlepšování půdních podmínek např. odstranění drnu, mulčování okolo stromů a provzdušnění půdy. K redukci infekčního tlaku může pomoci shrabování jehlic, větviček, šišek a jejich následné odvezení, a dále zlepšování cirkulace vzduchu kolem stromů a zajištěním rovnoměrné závlahy. 

### Chemické ošetření
Chemické ošetření není dořešeno. Použití fungicidů je u vzrostlých stromů a v lesních porostech sporné, technicky komplikované s vysokými náklady a s minimálním účinkem a ekonomickým efektem. Navíc nejsou praktické zkušenosti a metodické postupy pro aplikaci fungicidů proti patogenům kambia. O chemické ochraně je možné uvažovat pouze v lesních a okrasných školkách, na plantážích vánočních stromků na mladých rostlinách. Vzhledem k tomu, že biologie patogenu u nás nebyla dosud podrobně studována a zatím proti němu nebyly zkoušeny fungicidní přípravky, lze prozatím zvážit využití povolených fungicidních přípravků proti houbovým chorobám do lesních dřevin a okrasných rostlin v ohrožených lokalitách. Rozhodující období infekce je od dubna do května, kdy začínají rašit pupeny a dochází k nárůstu výhonů.
Některé zdroje doporučují v okrasných školkách aplikaci přípravků s obsahem benomylu nebo bordeauxské jíchy v 2-týdenních intervalech během jara a začátku léta.